# ساختمان مجلس شورای اسلامی

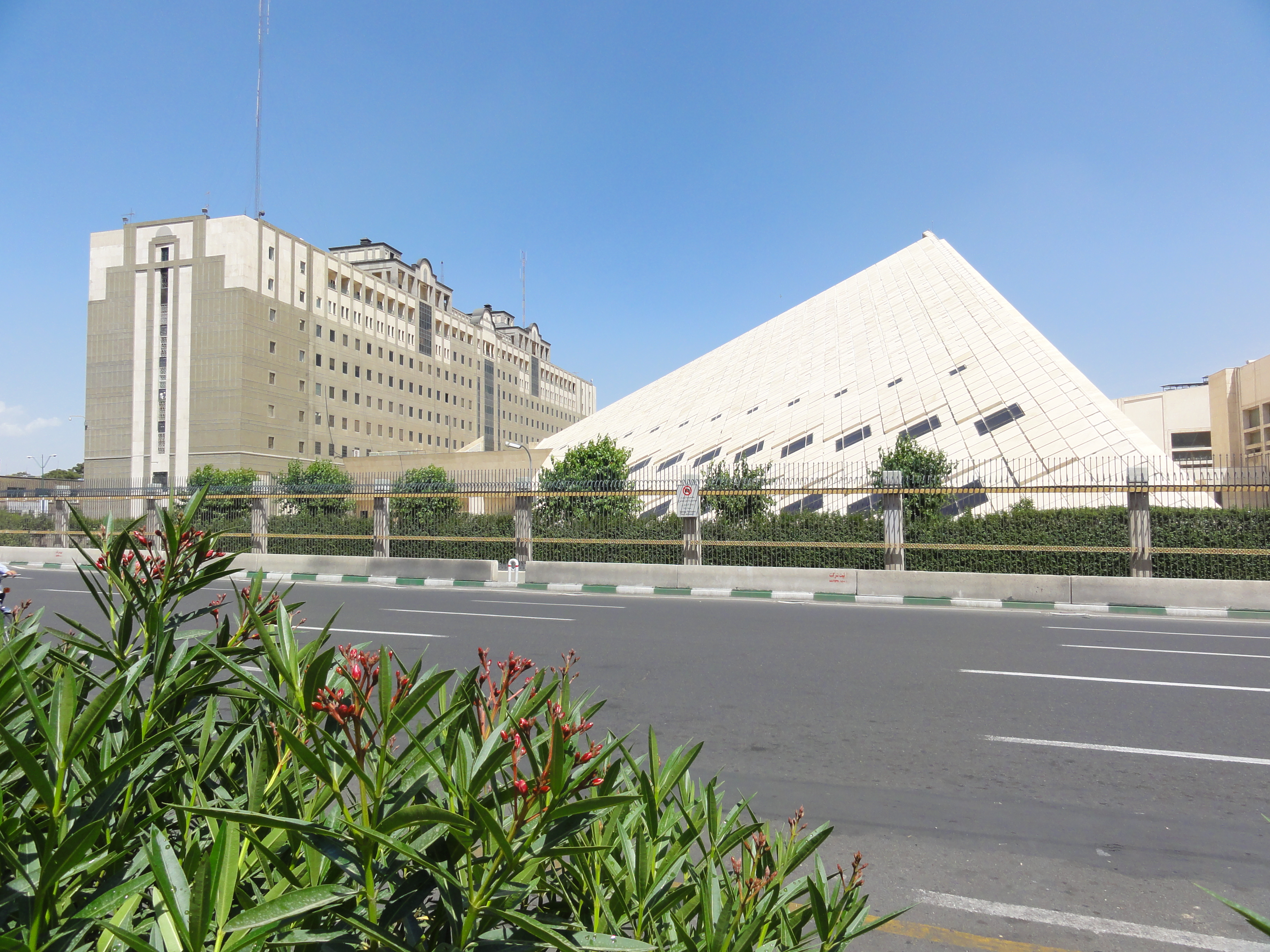

ساختمان مجلس شورای اسلامی در نزدیکی میدان بهارستان تهران قرار دارد و محل برگزاری نشست‌های مجلس شورای اسلامی است. بدنه این ساختمان به شکل هرم با قاعدهٔ کایت و از جنس سنگ است و از سال ۱۳۸۳ تاکنون مورد استفاده قرار می‌گیرد.
نخستین جلسه علنی که در این ساختمان برگزار شد، نخستین جلسه دوره هفتم مجلس شورای اسلامی بود که این ساختمان را جایگزین ساختمان قدیمی کرد.
این ساختمان که شامل صحن علنی، راهروها، اتاق اینترنت، اتاق ترجمه همزمان و بخشهای مختلف الکترونیکی است، در مجموع ۲۵٬۰۰۰ متر مربع وسعت دارد. معماری این ساختمان با انتقادهای متعددی روبرو بوده‌است.

## حملات ۱۳۹۶ تهران
در ۱۷ خرداد ۱۳۹۶ (۷ ژوئن ۲۰۱۷ میلادی) حملاتی تروریستی از سوی داعش به این ساختمان و آرامگاه سید روح‌الله خمینی انجام شد که در نتیجهٔ آن ۲۲ نفر کشته و دست‌کم ۵۲ نفر زخمی شدند.